# Беспилотный грузовой космический корабль
Беспило́тный грузово́й косми́ческий кора́бль (автомати́ческий грузово́й кора́бль, АГК) — беспилотный космический корабль, предназначенный для снабжения пилотируемой орбитальной станции (ОС) топливом, научным оборудованием и материалами, продуктами, воздухом, водой и прочим, производящий с ней стыковку.

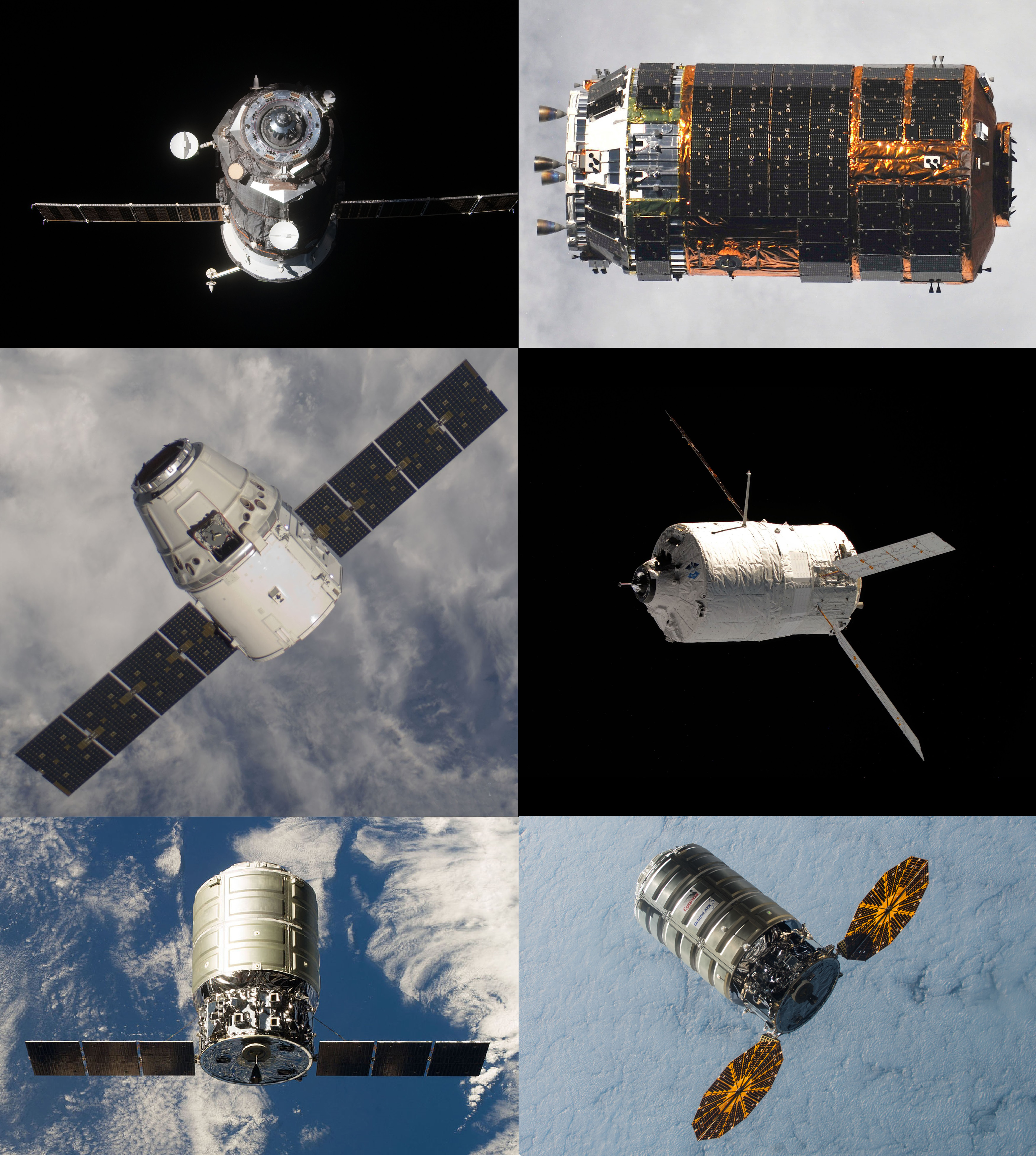
Беспилотные грузовые космические корабли, используемые или использовавшиеся для доставки грузов на МКС.

## Конструкция
Существуют варианты таких кораблей только для доставки грузов, а также как для доставки, так и возвращения грузов, имеющие в последнем случае один или более спускаемый аппарат. Кроме того, с помощью двигателей АГК осуществляется коррекция орбиты ОС. Невозвращаемые АГК и невозвращаемые отсеки возвращаемых АГК используются для освобождения ОС от отработанных материалов и мусора.
Как правило, АГК или разрабатываются на основе пилотируемого космического корабля, или, наоборот, становятся базой для модификационного развития в таковой.

## История
Первыми АГК были советские невозвращаемые корабли серии «Прогресс» и многофункциональные корабли серии ТКС, имевшие возвращаемые аппараты. До сих пор эти корабли остаются самыми мощными АГК в истории (12,6 тонн), однако в 1985 году их полёты были прекращены. АГК «Прогресс» снабжали ОС «Салют» и «Мир», АГК ТКС стыковались только с ОС «Салют».
США в национальной космической программе АГК не использовали.
Для снабжения Международной космической станции были разработаны и использовались европейские корабли ATV, японские корабли HTV, а также корабли Dragon американской компании SpaceX. Продолжают использоваться модернизированные российские АГК «Прогресс», а также корабли Dragon 2 и Cygnus, разработанные частными компаниями по заказу НАСА для снабжения МКС.
Также для снабжения МКС и будущих станций (в том числе, возможно, ОС орбитального космического туризма) существуют проекты других компаний. Так, по данным на сентябрь 2016 года, Роскосмос разрабатывал транспортный грузовой корабль повышенной грузоподъёмности (ТГК ПГ), способный доставить на МКС до 3,4 тонны груза.
Китай для своих ОС разработал АГК «Тяньчжоу», на начало 2020-х годов имеющий наибольшую грузоподъёмность из действующих: он доставляет на ОС «Тяньгун», высота орбиты которой, как и у МКС, примерно равна 400 км, около 6,5 тонн полезной нагрузки.
| Сравнение характеристик беспилотных грузовых космических кораблей | Сравнение характеристик беспилотных грузовых космических кораблей | Сравнение характеристик беспилотных грузовых космических кораблей                                                                    | Сравнение характеристик беспилотных грузовых космических кораблей | Сравнение характеристик беспилотных грузовых космических кораблей | Сравнение характеристик беспилотных грузовых космических кораблей                                                                       | Сравнение характеристик беспилотных грузовых космических кораблей | Сравнение характеристик беспилотных грузовых космических кораблей                               | Сравнение характеристик беспилотных грузовых космических кораблей                                                    |
| Название                                                          | ТКС | Прогресс | ATV                                                               | HTV                                                               | Dragon | Dragon 2 | Cygnus                                                                                          | Тяньчжоу (天舟) |
| Разработчик                                                       | ОКБ-52 | > РКК «Энергия» | ЕКА                                                               | JAXA                                                              | SpaceX | SpaceX | Northrop Grumman                                                                                | CNSA |
| ----------------------------------------------------------------- | --- | --- | ----------------------------------------------------------------- | ----------------------------------------------------------------- | --- | --- | ----------------------------------------------------------------------------------------------- | --- |
| Внешний вид                                                       | | |                                                                   |                                                                   | | |                                                                                                 | |
| Первый полёт                                                      | 15 декабря 1976 | 20 января 1978 | 9 марта 2008                                                      | 10 сентября 2009                                                  | 8 декабря 2010 | 6 декабря 2020 | 18 сентября 2013                                                                                | 20 апреля 2017 |
| Последний полёт                                                   | 27 сентября 1985 (полёты прекращены) | 23 августа 2023 (Прогресс МС) | 29 июля 2014 (полёты прекращены)                                  | 20 мая 2020 (полёты стандартной версии прекращены)                | 7 марта 2020 (полёты прекращены) | 21 марта 2024 | 30 января 2024                                                                                  | 17 января 2024 |
| Всего полётов (неудачных)                                         | 8 | 177 (3 из-за ракеты-носителя) | 5                                                                 | 9                                                                 | 22 (1 из-за ракеты-носителя) | 10 | 21 (1 из-за ракеты-носителя)                                                                    | 7 |
| Габариты                                                          | 13,2 м длина 4,1 м ширина 49,88 м³ объём | 7,48—7,2 м длина 2,72 м ширина 7,6 м³ объём                                                                                          | 10,7 м длина 4,5 м ширина 48 м³ объём                             | 10 м длина 4,4 м ширина 14 м³ объём (герметичный)                 | 7,2 м длина 3,66 м ширина 11 м³ объём (герметичный), 14—34 м³ объём (не герметичный)                                                    | 8,1 м длина 4,0 м ширина 9,3 м³ объём (герметичный), 37 м³ объём (не герметичный) | 5,14—6,25 м длина 3,07 м ширина 18,9—27 м³ объём                                                | 9 м длина 3,35 м ширина 15 м³ объём                                                                                  |
| Многоразовость                                                    | да, частичная | нет | нет                                                               | нет                                                               | да, частичная | да, частичная | нет                                                                                             | нет |
| Масса, кг                                                         | 21 620 кг (стартовая) | 7150 кг (стартовая) | 20 700 кг (стартовая)                                             | 10 500 кг (сухая) 16 500 кг (стартовая)                           | 4200 кг (сухая) 7100 кг (стартовая) | 6400 кг (сухая) 12 000 кг (стартовая) | 1500 кг (сухая) 1800 кг (сухая, улучшенный)                                                     | 13 500 кг (стартовая)                                                                                                |
| Полезная нагрузка, кг                                             | 5200 кг | 2500 кг (Прогресс МС) | 7670 кг                                                           | 6200 кг                                                           | 3310 кг | 6000 кг | 2000 3500 кг (улучшенный)                                                                       | 6500 / 7400 (с «6»-го) кг                                                                                            |
| Возвращение груза, кг                                             | 500 кг | утилизация | утилизация / до 6500 кг                                           | утилизация                                                        | до 2500 кг | до 3300 кг | утилизация 1200 кг                                                                              | утилизация |
| Время полёта в составе ОС                                         | до 90 суток | до 180 суток | до 190 суток                                                      | до 30 суток                                                       | до 38 суток | до 720 суток | до 720 суток                                                                                    | — |
| Время полёта до стыковки                                          | до 4 суток | до 4 суток | —                                                                 | до 4,5 суток                                                      | — | до 2 суток | до 2 суток                                                                                      | — |
| Ракета-носитель                                                   | - Протон-K | - Союз-У (Союз-У2) - Союз-ФГ - Союз-2.1а                                                                                             | - Ариан-5 ES                                                      | - H-IIB                                                           | - Falcon 9 | - Falcon 9 | - Антарес - Атлас-5 401 - Falcon 9                                                              | - Чанчжэн-7 |
| Описание                                                          | Доставка грузов на орбитальную станцию «Алмаз». В виде автоматического грузового корабля стыковался к орбитальным станциям «Салют». Первоначально разрабатывался как пилотируемый корабль. | Применяется для снабжения МКС, корректировки орбиты МКС. Первоначально использовался для советских и российских космических станций. | Использовался для снабжения МКС, корректировки орбиты МКС.        | Используется для снабжения МКС.                                   | Частный частично многоразовый космический корабль, в рамках программы COTS, предназначенный для доставки и возвращения полезного груза. | Частный частично многоразовый космический корабль, в рамках программы COTS, предназначенный для доставки и возвращения полезного груза. Новое поколение грузовых космических кораблей. | Частный космический корабль снабжения, в рамках программы COTS. Предназначен для снабжения МКС. | Доставка грузов к орбитальным станциям «Тяньгун-2» и «Тяньгун». Создан на основе космической лаборатории «Тяньгун-2» |